# Arthur Ernst Rutra

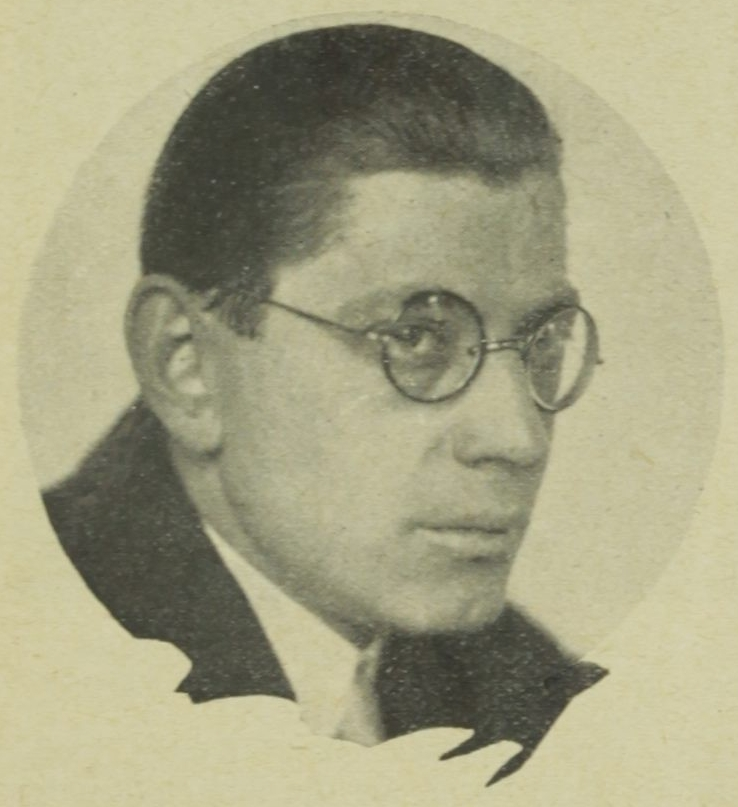
Aufnahme vor 1928 von Edmund (Eduard) Wasow (1879–1944)

Arthur Ernst Rutra, geborener Samuely, (* 18. September 1892 in Lemberg, Österreich-Ungarn; † 9. Oktober 1942 im Vernichtungslager Maly Trostinez bei Minsk) war ein österreichischer expressionistischer Dramatiker, Schriftsteller, Journalist, Lektor und Übersetzer.

## Leben
Arthur Ernst Samuely verbrachte seine Jugend in Wien, er studierte dort zunächst Jura, dann Germanistik und Slawistik und wurde 1917 promoviert. Nach dem Ersten Weltkrieg lebte er unter dem Namen Rutra als freier Übersetzer, Schriftsteller und Publizist in München.
Er gehörte dem Schutzverband freier Schriftsteller an und war Mitarbeiter der literarischen Zeitschrift Moment. Er war ein Freund des Wiener Expressionisten und Aktivisten Robert Müller (1887–1924). Rutras Denkrede an ihn wurde am 7. Juni 1925 bei der Gedächtnisfeier im Wiener Raimundtheater gehalten.
Nach der Machtergreifung durch die Nationalsozialisten emigrierte Rutra nach Österreich, wo er seit 1934 den Ständestaat propagandistisch unterstützte und dessen Eigenständigkeit gegen deutsche Angriffe verteidigte.
Nach dem Anschluss Österreichs 1938 wurde er verhaftet und befand sich ab dem 2. April 1938 im KZ Dachau, ab dem 9. Oktober 1939 in Buchenwald. 1941 wurde er vom Volksgerichtshof zu 15 Jahren Zuchthaus verurteilt. Am 5. Oktober 1942 wurde er durch die Gestapo Wien nach Minsk verschleppt, wo er am 9. Oktober 1942 im nahegelegenen Vernichtungslager Maly Trostinez ermordet wurde.

## Werke (Auswahl)
- Golgatha. Ein Spiel in neun Bildern. München: Georg Müller Verlag, 1918
- Arthur Ernst Rutra u. Otto Schneider (Hrsg.): Der Anbruch. Ein Jahrbuch neuer Jugend. München-Pasing: Roland Verlag 1920
- Der fremde Mann. Wolff, München, um 1926.
- Robert Müller. Denkrede. Hans von Weber Verlag, München 1925.
- Der Kronprinz. Tragödie. DVA, Stuttgart u. a. 1928.
- Zoo – Menschliche Geschichten. Hans von Weber Verlag, München 1927.
- Spiel am Abgrund. Eine Streitschrift um das Theater. Bachmair, München 1931.
- Das fünfte Rad. Episode aus dem Leben eines Niemands in 4 Akten. Zsolnay, Wien um 1941. 119 Bl. 4°

## Übersetzungen (Auswahl)
- Sonette aus der Krim von Adam Mickiewicz. (Nachdichtung und Vorwort: Arthur Ernst Rutra) München: Roland Verlag, 1911